# Hydaticus bimarginatus
Hydaticus bimarginatus es una especie de escarabajo del género Hydaticus, familia Dytiscidae. Fue descrita científicamente por Say en 1830.
Habita en América del Norte (desde Nueva York y Florida hasta Oklahoma y Texas). Habita en ambientes lénticos.